# Aweke Ayalew
Aweke Ayalew (* 23. Februar 1993) ist ein bahrainischer Langstreckenläufer äthiopischer Herkunft.
2014 kam er bei den Halbmarathon-Weltmeisterschaften in Kopenhagen auf den 50. Platz und wurde beim Leichtathletik-Continentalcup in Marrakesch Fünfter über 3000 m.
2015 wurde er bei den Crosslauf-Weltmeisterschaften in  Guiyang Zehnter und gewann mit dem bahrainischen Team Bronze. Bei den Leichtathletik-Weltmeisterschaften in Peking belegte er über 10.000 m den 21. Platz und schied über 5000 m im Vorlauf aus.

## Persönliche Bestzeiten
- 3000 m: 7:49,09 min, 8. Juli 2014, Székesfehérvár
- 5000 m: 13:05,00 min, 9. Juni 2013, Rabat
  - Halle: 13:30,79 min, 29. Januar 2015, Düsseldorf
- 10.000 m: 29:14,55 min, 22. August 2015, Peking
- Halbmarathon: 1:03:01 h, 29. März 2014, Kopenhagen